# Georg Blumensaat
Georg Blumensaat (* 22. Oktober 1901 in Herrnstadt; † 19. Juli 1945 in Mölln) war ein deutscher Musiker und Funktionär der Hitlerjugend.

## Leben
Georg Blumensaat war als Jugendlicher von 1915 bis 1920 Mitglied des Wandervogel. Er besuchte das Lehrerseminar und studierte von 1924 bis 1930 Oboe und Komposition an der  Berliner Musikhochschule bei Otto Taubmann, Heinz Tiessen und Paul Hindemith. Er war 1927 in der Studentenvertretung der Hochschule aktiv. Blumensaat trat nach der Machtübergabe an die Nationalsozialisten im April 1933 der SS bei und zum 1. Mai 1933 der NSDAP (Mitgliedsnummer 2.579.951).
Ab 1934 arbeitete er im Kulturamt der Reichsjugendführung der Hitlerjugend, wo er vor allem die Bläsermusik aktivierte. 1937 erhielt der Komponist zahlreicher HJ-Lieder den Rang eines HJ-Hauptbannführers. 1938 wurde er zum Reichsinspektor für Musik-, Fanfaren- und Spielmannszüge der HJ ernannt. Zusätzlich wurde er 1938 als Lehrer an die Orchesterschule der Berliner Musikhochschule berufen. Blumensaat wurde 1940 Direktor der Landesmusikschule des Reichsgaus Wartheland im annektierten Posen und Musikberater des Reichsstatthalters Arthur Greiser. 1943 wurde er zur Wehrmacht eingezogen.
Blumensaat schrieb mehrere Kantaten, Schulstücke und Bläsermusiken. Er schrieb Musiken für Jugendfilme und Hörspiele.

## Kompositionen (Auswahl)
- Wir bauen uns ein Auto und fahren in die Welt : Lustige Schuloper. Text: Oskar Freund. Musik: Georg Blumensaat. Bilder: Felix Albrecht. Berlin : E. Bloch, 1932
- Wenn wir groß sein werden : Vergnügte Schuloper vom Dorf. Text von Oskar Freund. Berlin : E. Bloch, 1933
- Lieder zur Toten-Gedenkfeier für Gesang, zwei Geigen, Cello und Klavier. Berlin : E. Bloch, 1934
- Lieder von Zunft und Gesellen für Gesang, 2 Geigen, Cello u. Klavier. Berlin : E. Bloch, 1934
- mit Felix Albrecht: Deutschlands große Führer : Bismarck, Hindenburg, Hitler und. ihr Werk. Berlin : E. Bloch, 1934
- Lied über Deutschland. Gesammelt von Georg Blumensaat. Potsdam : Voggenreiter, 1937
- Georg Basner: Tannenberg. Bühnen-Fassung. Musik Georg Blumensaat. Berlin : Theaterverl. A. Langen/G. Müller, 1938
- Das Kindelwiegen. Ein Singe- und Spielbuch für die Weihnacht. Zeichnungen Kurt Gundermann. Potsdam : Voggenreiter, 1939